# Orchesella hoffmanni
Orchesella hoffmanni is een springstaartensoort uit de familie van de Entomobryidae. De wetenschappelijke naam van de soort is voor het eerst geldig gepubliceerd in 1968 door Stomp.